# Kepler-33
Kepler-33 ist ein Unterriese im Sternbild Schwan, der ein Planetensystem mit fünf bekannten Exoplaneten besitzt. Die Entfernung des Sterns zum Sonnensystem ist unbekannt.

## Eigenschaften
Kepler-33 ist ein etwas massereicherer und größerer Stern als die Sonne und entwickelt sich weg von der Hauptreihe.

## Planetensystem
Auf Grundlage der Beobachtungsdaten des Weltraumteleskops Kepler veröffentlichte ein Astronomenteam unter Leitung von Jack Jonathan Lissauer am 26. Januar 2012 die Entdeckung von fünf Planeten, die Kepler-33 umkreisen. Ihre Umlaufbahnen befinden sich alle in sehr geringer Entfernung zum Zentralstern. Der jeweilige Radius der Planeten bewegt sich in einer Größenordnung zwischen etwa 1,74 und etwa 5,35 Erdradien. Der kleinste und innerste Planet, Kepler-33b, hat der Modellrechnung des Entdeckerteams zufolge wahrscheinlich eine größere Bahnneigung und Bahnexzentrizität als die weiter außer folgenden Planeten, vergleichbar dem Planeten Merkur im Sonnensystem.
| Planet (nach Entfernung vom Stern) | Entdeckung (Jahr) | Radius (in {\displaystyle R_{\oplus }}) | Umlaufzeit (in Tagen) | Große Halbachse (in AE) | Bahnneigung (in °) |
| ---------------------------------- | ----------------- | --------------------------------------- | --------------------- | ----------------------- | ------------------ |
| Kepler-33b                         | 2012              | 1,74 ± 0,18                             | 5,66793 ± 0,00012     | 0,0677 ± 0,0014         | 86,39+0,96−1,62    |
| Kepler-33c                         | 2012              | 3,20 ± 0,30                             | 13,17562 ± 0,00014    | 0,1189 ± 0,0025         | 88,19+0,58−1,06    |
| Kepler-33d                         | 2012              | 5,35 ± 0,49                             | 21,77596 ± 0,00011    | 0,1662 ± 0,0035         | 88,71+0,61−0,48    |
| Kepler-33e                         | 2012              | 4,02 ± 0 ,38                            | 31,78440 ± 0,00039    | 0,2138 ± 0,0045         | 88,94+0,45−0,35    |
| Kepler-33f                         | 2012              | 4,46 ± 0,41                             | 41,02902 ± 0,00042    | 0,2535 ± 0,0054         | 89,17+0,33−0,42    |